# 人生はビギナーズ
『人生はビギナーズ』（じんせいはビギナーズ、原題: Beginners）は、2010年に製作されたマイク・ミルズ監督・脚本によるアメリカ合衆国の映画。ユアン・マクレガー主演。

## ストーリー
奥手な性格のオリヴァーは38歳になった今でも独身のまま。母ジョージアが亡くなってから5年が経ったある日、父ハルから突然自分がゲイであるとカミングアウトされる。同時に様々な人生の楽しみを探し始め、歳若い恋人アンディとも出会いゲイの友人たちに囲まれて幸せそうに過ごすようになった。父親の突然の行動に戸惑いを隠せないオリヴァーだが、老いてなお人生を楽しむ姿に影響を受けていく。だが直後にハルは末期ガンであると診断され、治療とオリヴァーの看護を受けつつも亡くなってしまう。
ハルの死から数カ月後、とあるパーティーでオリヴァーはフランス人女優アナと出会う。アンディと出会ったハルの姿を見ているオリヴァーは、勇気を出してアナと付き合い始める。オリヴァーはハルの死とジョージアと結婚した理由について納得できずにいたが、アナもまた精神的に不安定な父親について葛藤を抱えていた。共に父親に対して複雑な感情を抱く者同士、最初は恋愛にも悪影響が及ぶが徐々に一緒に解決していこうと歩み出すようになる。

## キャスト
オリヴァー・フィールズ
演 - ユアン・マクレガー、吹替 - 森川智之
イラストレーター。38歳。性格は奥手。
ハル・フィールズ
演 - クリストファー・プラマー、吹替 - 石田太郎
オリヴァーの父。元美術史家で美術館の館長を勤めたこともある。ゲイ。
アナ
演 - メラニー・ロラン、吹替 - 足立友
オリヴァーが友人のホームパーティで出会った女性。
アーサー
演 - コスモ
ハルの飼い犬で、オリヴァーが引き取ることになる。
アンディ
演 - ゴラン・ヴィシュニック、吹替 - 志村知幸
ハルの恋人。
ジョージア
演 - メアリー・ペイジ・ケラー、吹替 - 水野ゆふ
オリヴァーの母。結婚生活44年目にあたる5年前に癌で亡くなった。生前は古い家の改装業者をしていた。夫との関係から精神的に不安定で奇妙な言動をとる。
幼い頃のオリヴァー
演 - キーガン・ブース
両親との間に距離を感じながら生きている少年。
シャナ
演 - チャイナ・シェイバーズ
オリヴァーの仕事仲間で友人。
エリオット
演 - カイ・レノックス
オリヴァーの仕事仲間で友人。

## 製作
本作は、ミルズの父が75歳で亡くなるまでの5年間の出来事に基づいている。
撮影監督はキャスパー・タクセンが務め、レッド・ワンデジタルカメラを使って撮られた。

## 評価
映画は公開時に肯定的な評価を受けた。主流の媒体の批評から100点満点の加重平均値をつけるMetacriticは36件で81点となった。

### 受賞歴
| 賞                                   | 部門                               | 対象                         | 結果       |
| ------------------------------------ | ---------------------------------- | ---------------------------- | ---------- |
| アカデミー賞                         | 助演男優賞                         | クリストファー・プラマー     | 受賞       |
| 英国アカデミー賞                     | 助演男優賞                         | クリストファー・プラマー     | 受賞       |
| インディペンデント・スピリット賞     | 作品賞                             | 『人生はビギナーズ』         | ノミネート |
| インディペンデント・スピリット賞     | 監督賞                             | マイク・ミルズ               | ノミネート |
| インディペンデント・スピリット賞     | 脚本賞                             | マイク・ミルズ               | ノミネート |
| インディペンデント・スピリット賞     | 助演男優賞                         | クリストファー・プラマー     | 受賞       |
| ゴールデングローブ賞                 | 助演男優賞                         | クリストファー・プラマー     | 受賞       |
| 全米映画俳優組合賞                   | 助演男優賞                         | クリストファー・プラマー     | 受賞       |
| 放送映画批評家協会賞                 | 助演男優賞                         | クリストファー・プラマー     | 受賞       |
| ゴッサム・インディペンデント映画賞   | 作品賞                             | 『人生はビギナーズ』         | 受賞       |
| ゴッサム・インディペンデント映画賞   | アンサンブル演技賞                 | キャスト                     | 受賞       |
| ナショナル・ボード・オブ・レビュー賞 | 助演男優賞                         | クリストファー・プラマー     | 受賞       |
| サテライト賞                         | 映画助演男優賞                     | クリストファー・プラマー     | ノミネート |
| 全米映画批評家協会賞                 | 助演男優賞                         | クリストファー・プラマー     | 次点       |
| ロサンゼルス映画批評家協会賞         | 助演男優賞                         | クリストファー・プラマー     | 受賞       |
| ロンドン映画批評家協会賞             | 助演男優賞                         | クリストファー・プラマー     | ノミネート |
| シカゴ映画批評家協会賞               | 助演男優賞                         | クリストファー・プラマー     | ノミネート |
| サンディエゴ映画批評家協会賞         | 助演男優賞                         | クリストファー・プラマー     | ノミネート |
| サンディエゴ映画批評家協会賞         | オリジナル脚本賞                   | マイク・ミルズ               | ノミネート |
| サンディエゴ映画批評家協会賞         | 編集賞                             | オリヴィエ・ブッゲ・クエット | 受賞       |
| オンライン映画批評家協会賞           | 助演男優賞                         | クリストファー・プラマー     | 受賞       |
| フェニックス映画批評家協会賞         | 助演男優賞                         | クリストファー・プラマー     | ノミネート |
| フェニックス映画批評家協会賞         | オリジナル脚本賞                   | マイク・ミルズ               | ノミネート |
| ワシントンD.C.映画批評家協会賞       | 助演男優賞                         | クリストファー・プラマー     | ノミネート |
| セントルイス映画批評家協会賞         | アートハウス・フェスティバル映画賞 | 『人生はビギナーズ』         | ノミネート |
| ヒューストン映画批評家協会賞         | 助演男優賞                         | クリストファー・プラマー     | ノミネート |

## 地上波放送履歴
| 回数 | テレビ局   | 番組名（放送枠名） | 放送日       | 放送時間      | 放送分数 | 形態   | 視聴率 |
| ---- | ---------- | ------------------ | ------------ | ------------- | -------- | ------ | ------ |
| 1    | 日本テレビ | 映画天国           | 2018年6月4日 | 26:09 - 27:59 | 110分    | 字幕版 | 1.3%   |